# بوفيرنيتوك (كيبك)
بوفيرنيتوك (بالإنجليزية: Puvirnituq)‏ هي بلدة تقع في كندا في Nord-du-Québec. يقدر عدد سكانها بـ 1,692 نسمة ومساحتها 111.50 كم2 .

## معرض صور

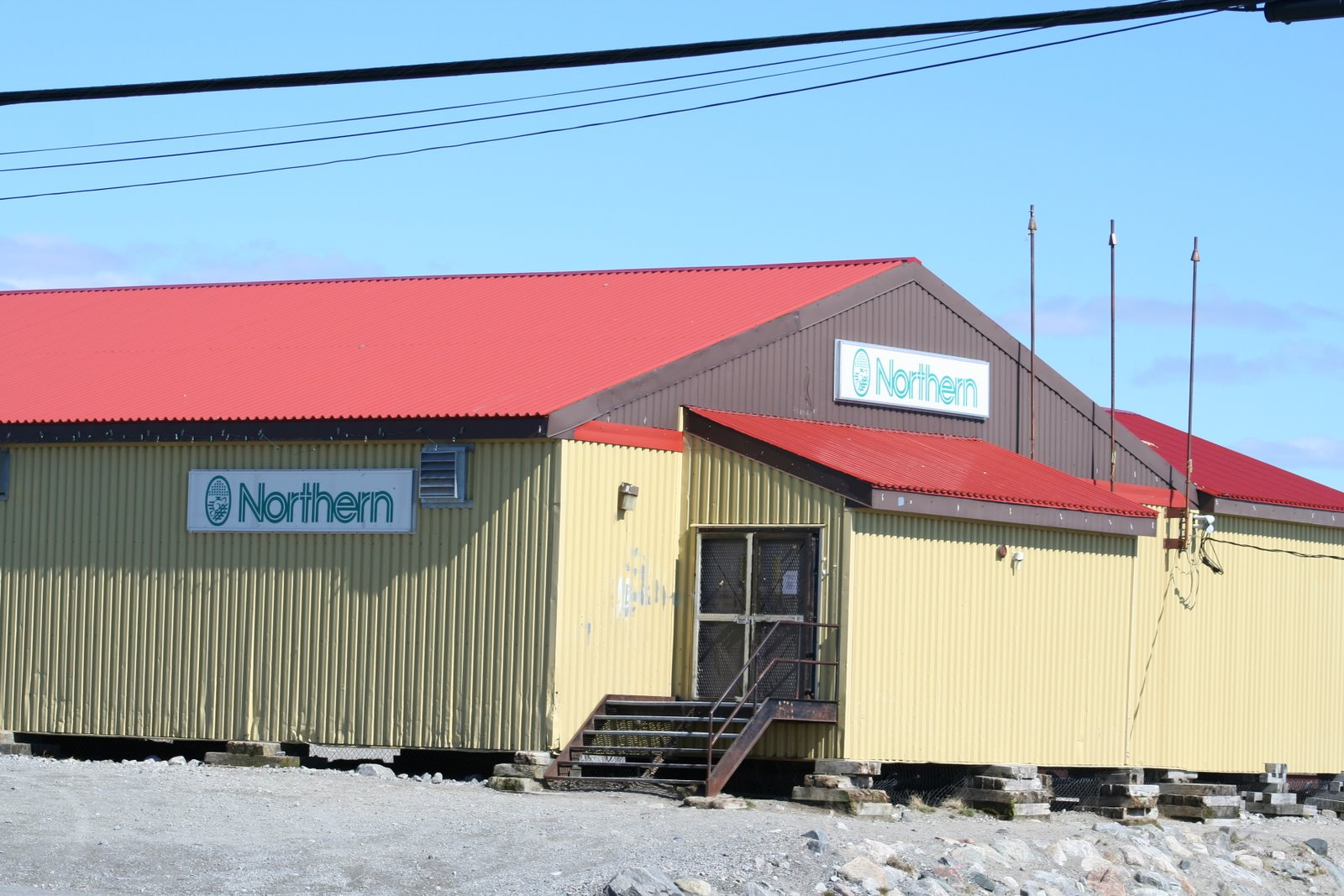
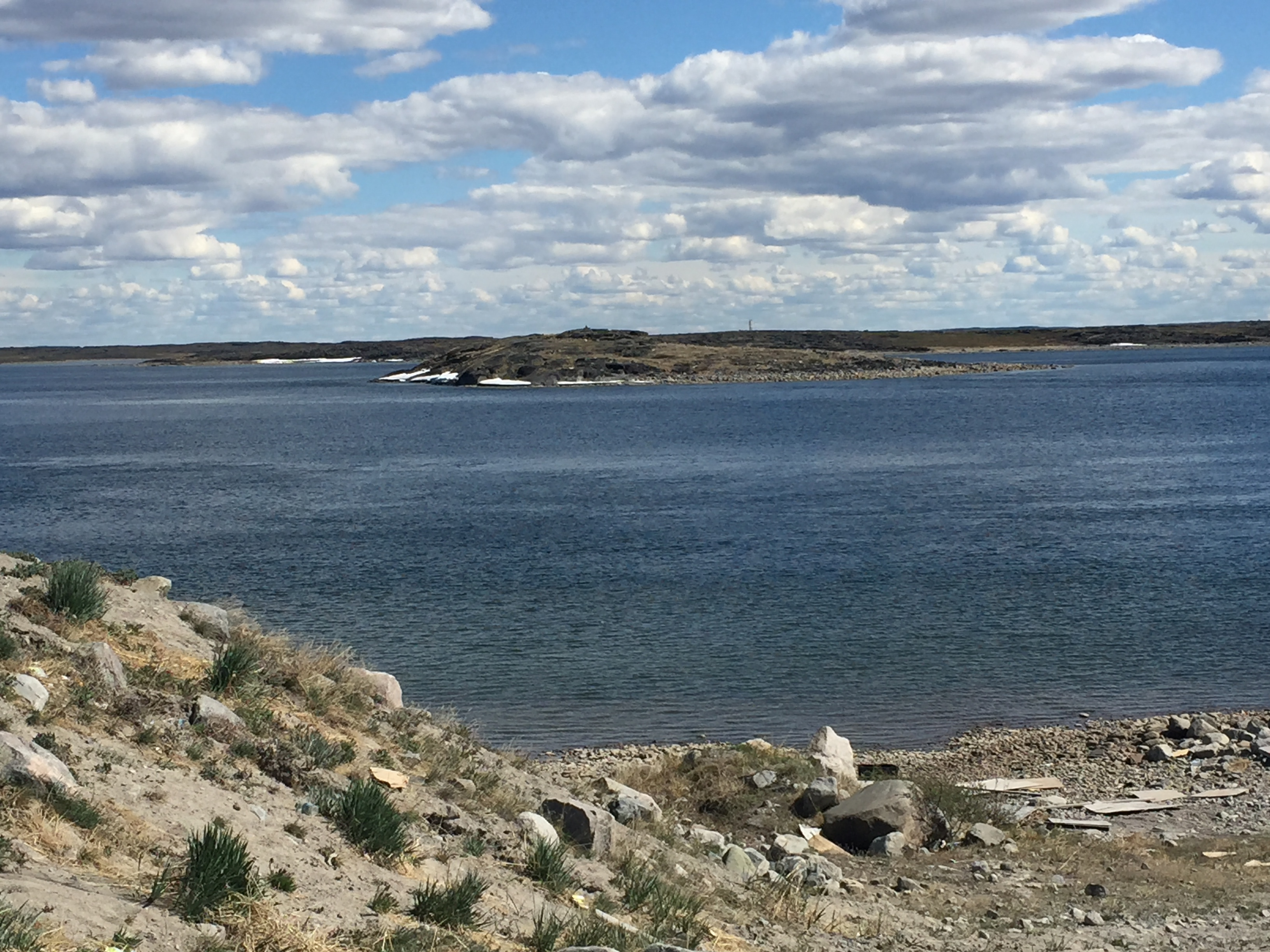
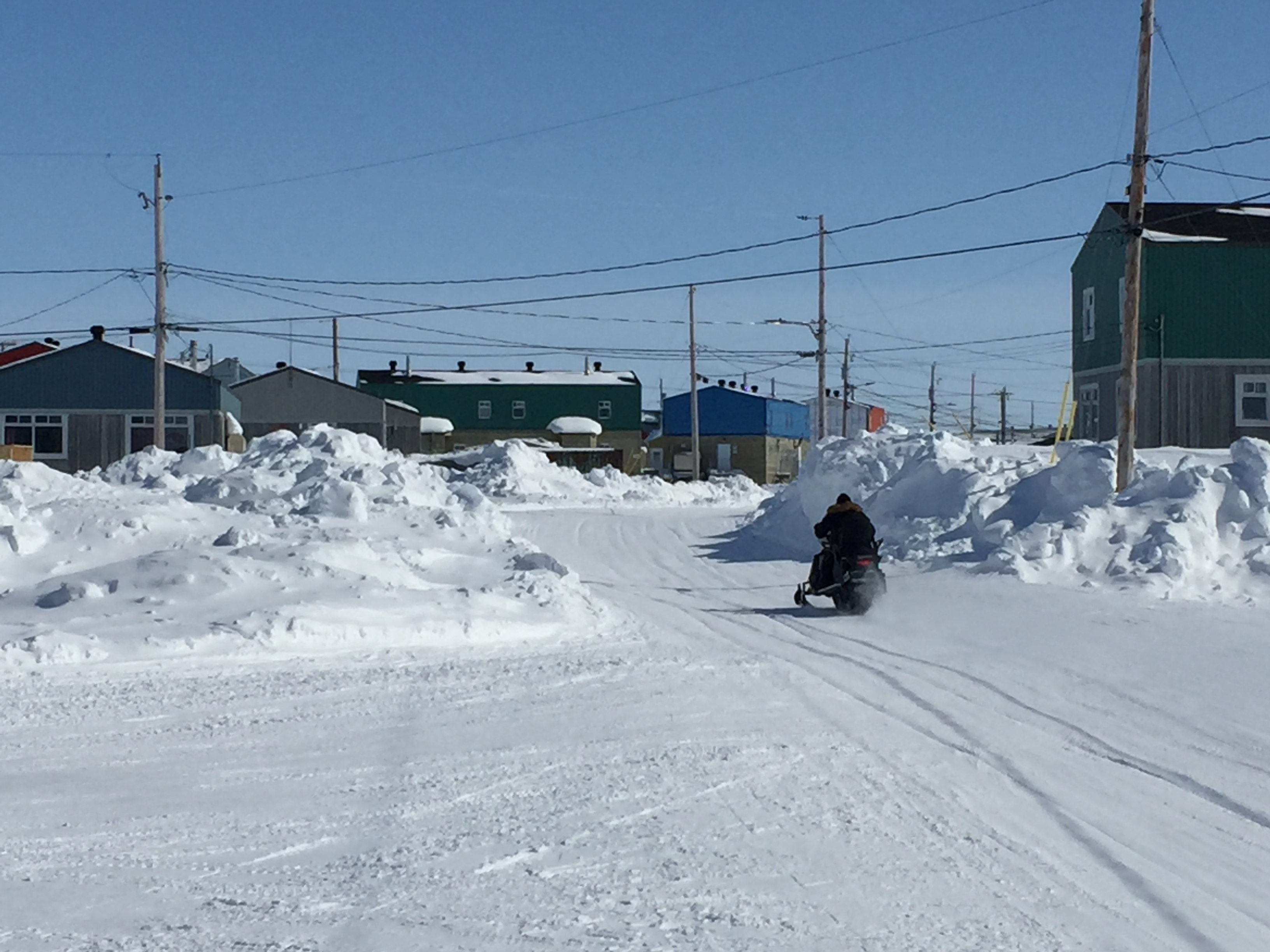
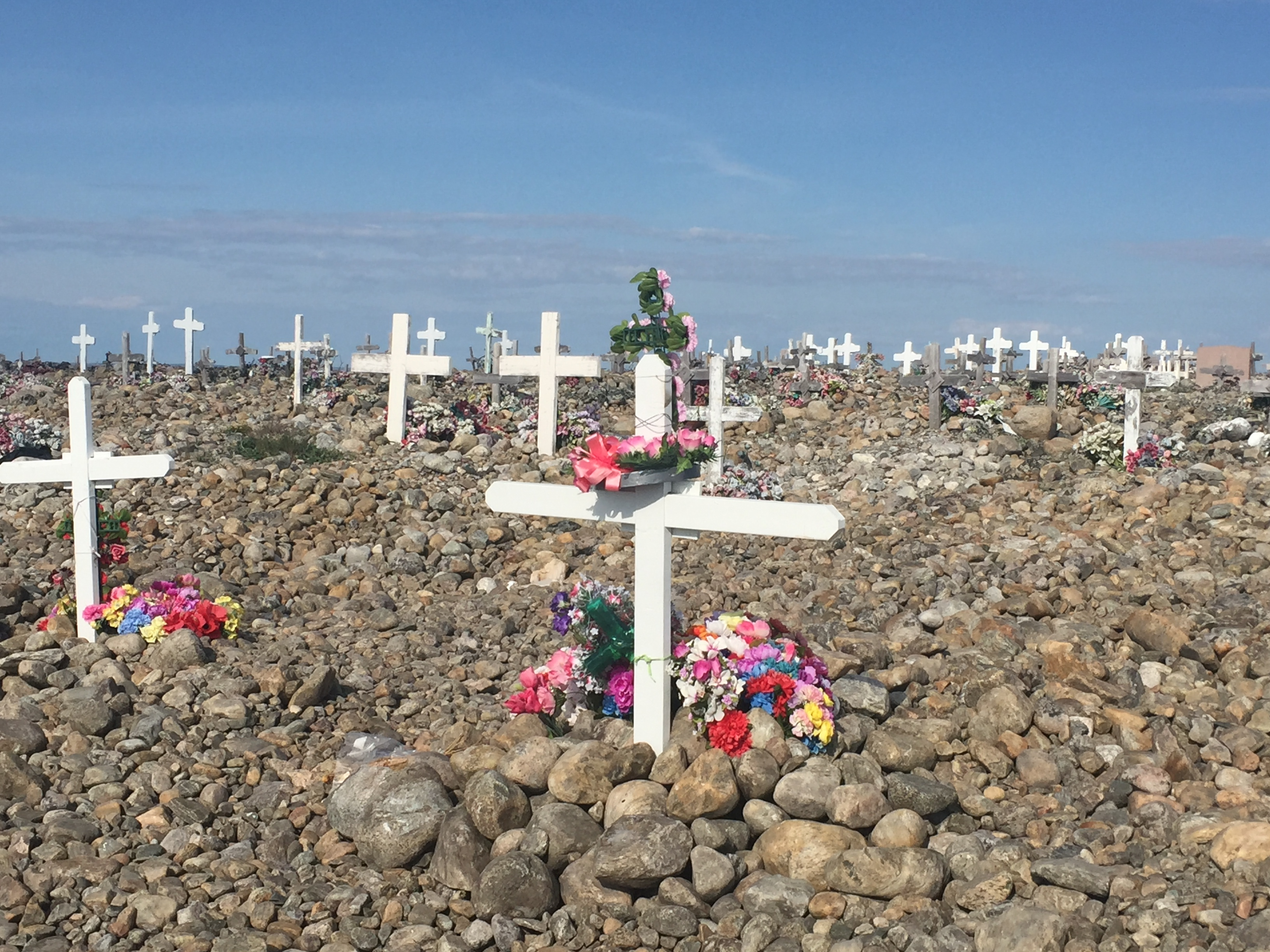
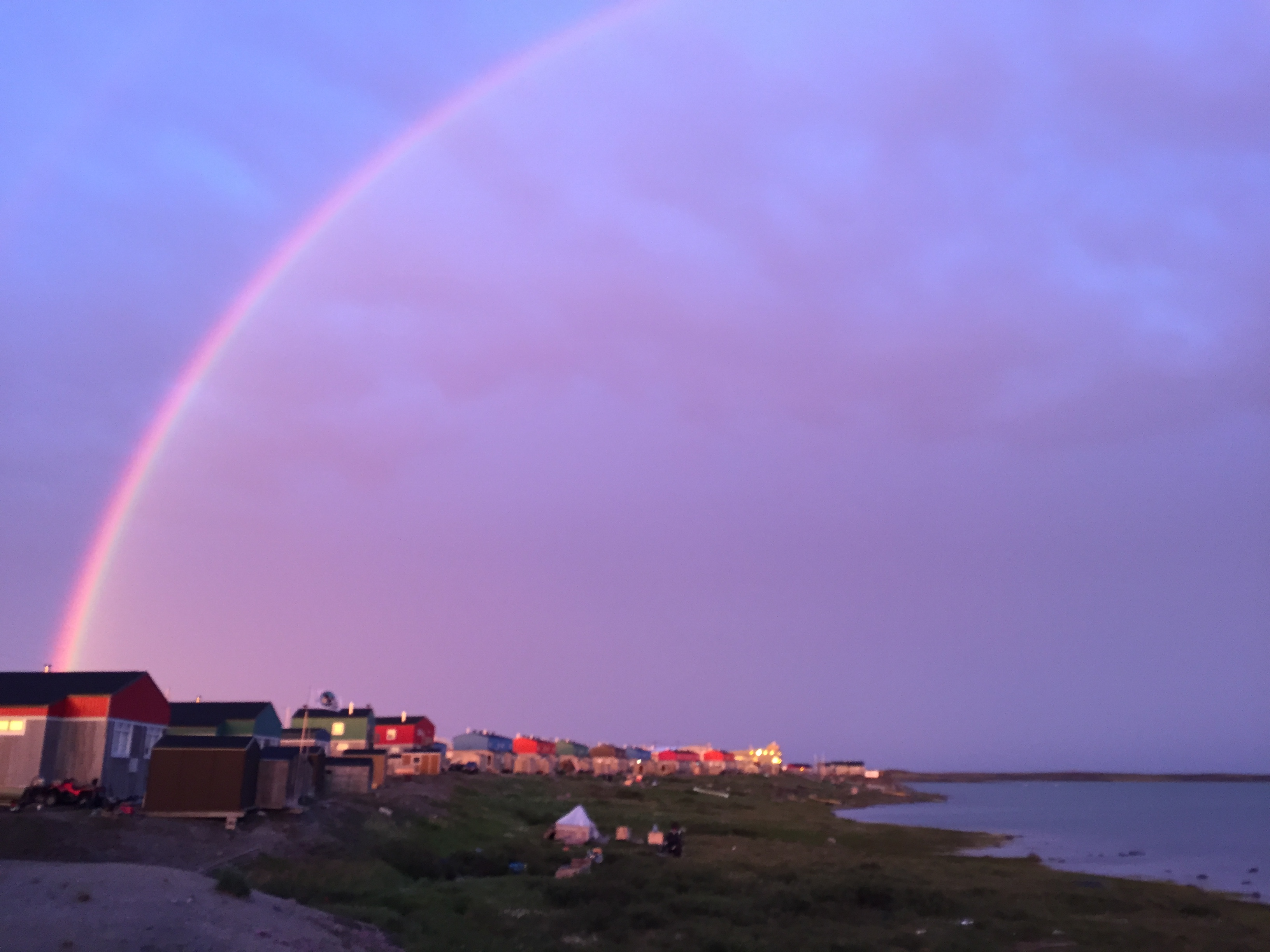
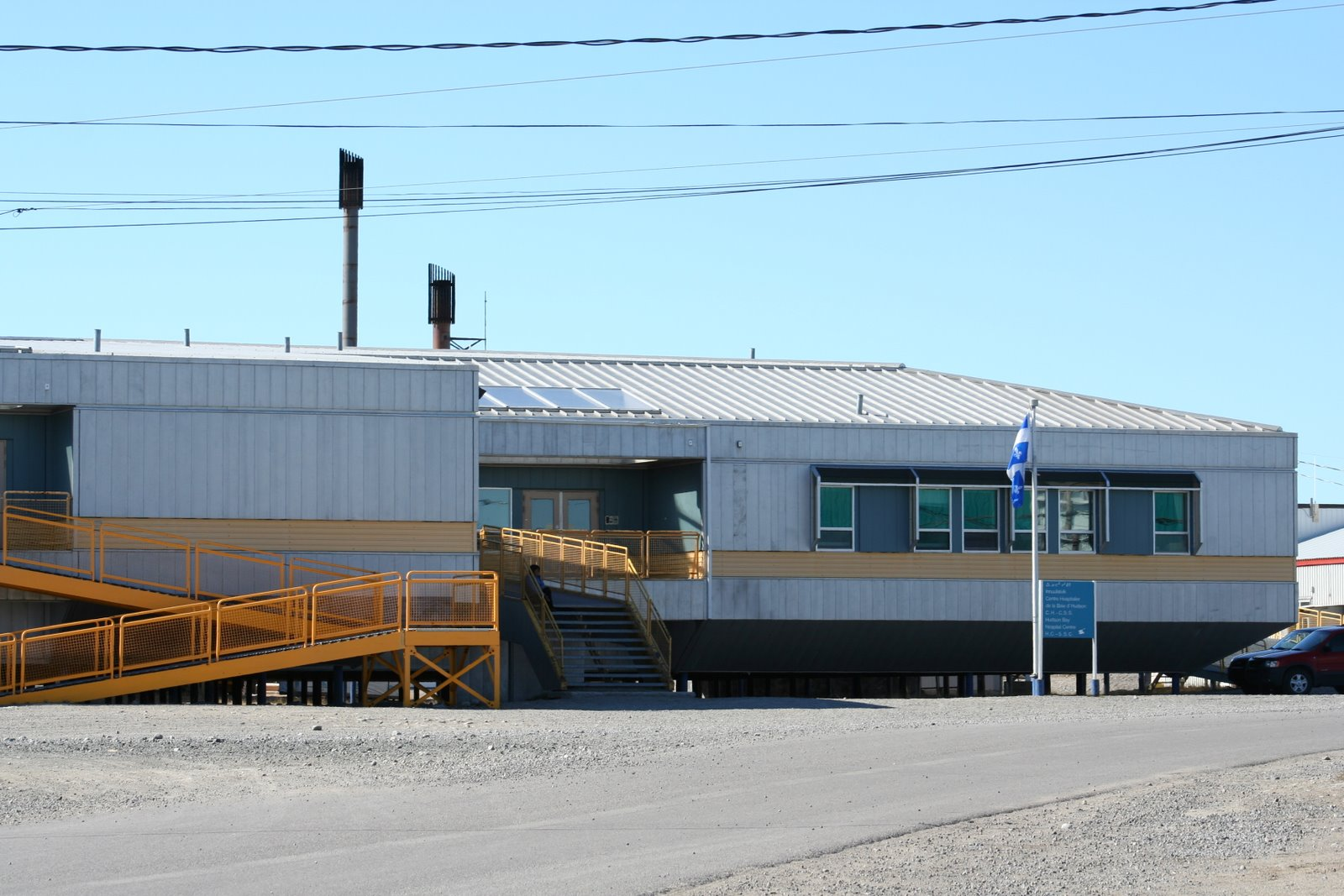